# Minivet
Pericrocotus
Genre
Pericrocotus est un genre de passereaux de la famille des Campephagidae. Il est constitué de quinze espèces de minivets, des oiseaux proches des échenilleurs.

## Description
Les minivets ont un plumage coloré (mâles rouge et noir, safran et noir).

## Répartition
Ce genre vit à l'état naturel en Asie.

## Liste des espèces
Selon la classification de référence du Congrès ornithologique international (15.1, 2025) :
- Pericrocotus erythropygius (Jerdon, 1840) – Minivet à ventre blanc
- Pericrocotus albifrons Jerdon, 1862 – Minivet birman
- Pericrocotus igneus Blyth, 1846 – Minivet flamboyant
- Pericrocotus cinnamomeus (Linnaeus, 1766) – Minivet oranor
- Pericrocotus solaris Blyth, 1846 – Minivet mandarin
- Pericrocotus miniatus (Temminck, 1822) – Minivet vermillon
- Pericrocotus brevirostris (Vigors, 1831) – Minivet à bec court
- Pericrocotus lansbergei Büttikofer, 1886 – Minivet de Sumbawa
- Pericrocotus ethologus Bangs & Phillips, JC, 1914 – Minivet rouge
- Pericrocotus flammeus (Forster, JR, 1781) – Grand Minivet
- Pericrocotus speciosus (Latham, 1790) – Minivet écarlate[2]
- Pericrocotus divaricatus (Raffles, 1822) – Minivet cendré
- Pericrocotus tegimae Stejneger, 1887 – Minivet des Ryu Kyu
- Pericrocotus cantonensis Swinhoe, 1861 – Minivet de Swinhoe
- Pericrocotus roseus (Vieillot, 1818) – Minivet rose